# ファットボーイ・スリム
ファットボーイ・スリム（Fatboy Slim, 1963年7月31日 - ）は、イギリスのクラブDJ/ミュージシャンであるノーマン・クック(Norman Cook)の、複数ある彼の個人活動名義/プロジェクトのひとつである。イギリスをはじめとする世界的音楽シーンを股にかけて活躍するビッグ・ビートの主要アーティストの1人で、イギリスポピュラー音楽（主にテクノ・ハウス方面）の第一人者として音楽活動を行う。

## バイオグラフィ
イギリス・ロンドン南東郊ブロムリー生まれ。ロンドン西郊サリー州レッドヒル で育ち、大学時代からはイギリス南東岸ブライトンに移り住んだ。
彼の音楽活動は、1985年、友人ポール・ヒートンの勧誘で、彼の有するバンドであったハウスマーティンズのベーシストを務めることから始まる。彼らは1986年（ノーマン加入からわずか1年）には、アイズレー・ジャスパー・アイズレーの"Caravan of Love"をカヴァーしてUKチャートNo.1を獲得している。しかし、1988年には解散。以後ノーマンはダンス・ミュージックに従事するため、ブライトンに戻って活動を続けることになる。様々な創作・リミックス活動を経て、ビーツ・インターナショナルを結成する。1990年には2度目のUKチャートNo.1となる"Dub Be Good To Me"をリリースするが、その後、妻との離婚による精神的ショックにより、2年間音楽活動から遠ざかることになる。この時期にビーツ・インターナショナルは来日公演を行い、同じ来日にてユナイテッド・フューチャー・オーガニゼイションなどと仕事をし、アシッド・ジャズ・ブームに貢献した。
彼の音楽への情熱を取り戻させた一番の要素は、友人に誘われて行ったクラブで耳にしたロバート・オーウェンズの"I'll Be Your Friend"だった。触発されたノーマンは、トロンボーン奏者であったアシュレイ・スレイターを誘ってフリーク・パワーを結成し、精力的な活動を再開したが、"Turn On, Tune In, Cop Out"のヒットを契機に、徐々に衰退の道を歩むことになった。この頃ノーマンは、種々の活動においてアーティスト名を使い分けていた。Pizzaman, The Mighty Dub Kats, Fried Funk Foodなどがそれである。そしてこのような状況の中、ノーマンは1995年に"Fatboy Slim"を名乗ることになる。
彼のデビュー作は、シングル"Santa Cruz"。（ダミアン・ハリスのレーベルスキントの初作品でもあった。）この頃から彼の音楽はロンドン中のクラブでヘヴィー・ローテーションされ始め、1996年夏、ファットボーイ・スリム名義では初のアルバム、Better Living Through Chemistryをリリースする。その後も精力的な活動を続け、彼自身が火付け役となったビッグビートムーヴメントの最中リリースされたセカンドアルバムの"You've Come A Long Way, Baby"、その2年後の2000年にはサードアルバム"Halfway Between the Gutter and the Stars"のリリースと、常に音楽シーンをリードし続ける。2004年には4枚目のアルバムとなる"Palookaville"をリリース。
2002年7月13日、地元ブライトン・ビーチでの2度目のコンサートは25万人を集める大成功を収めた。しかし7月16日には25歳のオーストラリア人女性がコンサートの事故が元で死亡。以降、同様のライブは当局により禁止されていたが、2006年の6月にノーマン主催のネス湖でのRockness Festivalを開催し、2007年1月には再び地元のブライトン市民限定で2万人規模のコンサートを行った。2002年には、本名をクエンティン・レオ・クック (Quentin Leo Cook) からノーマン・クエンティン・クック (Norman Quentin Cook) へ正式に改名している。
2012年8月12日、2012年ロンドンオリンピックの閉会式にてパフォーマンスを行った。ステージ中央に停まったバスの中からタコ型のオブジェとDJブースとともに登場し、自身の楽曲を2曲（"Right Here Right Now" "ロッカフェラー・スカンク"いずれもセカンドアルバムに収録）と、その後登場したジェシー・J、タイニー・テンパー、タイオ・クルーズの歌唱中もDJブース内でパフォーマンスを行った。
私生活では、1999年にテレビ司会者のゾーイ・ボールと結婚し2人の子供を授かるが、2016年に離婚を発表。

## 音楽性

### ダンスとポップの橋渡し
彼の音楽性を端的に定義するのは難しいが、ノーマン自身の言葉を借りて表現するのであれば上記のようになるだろう。日本の広報などでは「ミスタービッグビート」などと書かれることもある。
彼の作品の根底には、いろいろなジャンルの音楽の潮流がある。その中でも主流となるだろうものは、やはりテクノ（またはハウス）であろう。デジタルなサウンドとグルーヴ感溢れるトラックを用いて、リスナーをそのビートの世界へ引き込んでしまうのが彼の得意とする楽曲のスタイルだ。そのビートはテクノという音楽形式によって最大限に活かされている。
ただし、彼の音楽はデジタルのみに集約されるものではない。その証拠に、特に近年においては、プログラムサウンドだけでなく、実際に楽器を用いての楽曲製作も行っている。彼は元々ベーシストであるため自らベースや他の楽器を演奏することもあり、また多くのゲストアーティストに演奏をしてもらう場合もある。その点でもポップミュージック、及び種々のジャンルの音楽としての側面を持っており、一概にテクノとして言い切ることは困難である。このような多面性のあるノーマン・クックの楽曲が、ノーマン・クックがビッグ・ビートという音楽ジャンル確立において重要な地位を占める要因ともなった。

## ディスコグラフィ
詳しくは、en:Fatboy Slim discographyを参照。

### スタジオ・アルバム
- Better Living Through Chemistry （1996年）
- You've Come a Long Way, Baby （1998年）
- Halfway Between the Gutter and the Stars （2000年）
- Palookaville (Fatboy Slim album)|Palookaville （2004年）

### ライブアルバム・コンピレーションなど
- Pizzaman, Pizzamania （1995年）
- Norman Cook, Skip To My Loops （1993年）
- Various artists, Southern Fried House （1995年）
- Beat up the NME (Live) （1997年）
- On the Floor at the Boutique (Live) （1998年）
- A Break from the Norm （2001年）
- Live on Brighton Beach (Live) （2002年）
- Big Beach Boutique II (Live) （2002年）
- Big Beach Boutique II - The Movie (DVD) （2002年）
- My Game (Live) （2002年）
- Bondi Beach: New Years Eve 06 （2005年）
- Fala ai! （2006年）
- The Greatest Hits - Why Try Harder （2006年）

### シングル
アルバムBetter Living Through Chemistryよりシングルカットされたもの
- "Everybody Needs A 303" （1996年）
- "Punk To Funk" （1996年）
- "Going Out Of My Head" （1997年）
- "Everybody Needs a 303 (Remix)" （1997年）

アルバムYou've Come A Long Way Babyよりシングルカットされたもの
- "The Rockafeller Skank" （1998年）
- "Gangster Trippin'" （1998年）
- "Praise You" （1999年）
- "Right Here Right Now" （1999年）

アルバムHalfway Between the Gutter and the Starsよりシングルカットされたもの
- "Sunset (Bird of Prey)" （2000年）
- "Demons" (feat. Macy Gray) （2001年）
- "Star 69" / "Weapon of Choice" （2001年）
- "A Song for Shelter" / "Ya Mama" （2001年）
- "Drop The Hate" （2001年）　12インチレコード盤のみ
- "Retox" （2002年）　12インチレコード盤のみ

アルバムPalookavilleよりシングルカットされたもの
- "Slash Dot Dash" （2004年）
- "Wonderful Night" （2004年）
- "The Joker" （2005年）
- "Don't Let The Man Get You Down" （2005年）

アルバムWhy Try Harder? - The Greatest Hitsよりシングルカットされたもの
- "That Old Pair Of Jeans" （2006年）
- "Champion Sound" （2006年）

いずれのアルバムにも収録されていないもの
- "Badder Badder Schwing" (Freddy Fresh feat. Fatboy Slim) （1999年）